# Willem Deswarte
Willem Pieter Albéric Deswarte (Elsene, 6 september 1906 - juli 1987) was een Belgisch advocaat, ambtenaar en kabinetschef.

## Biografie
Willem Deswarte was een zoon van Albéric Deswarte, advocaat en Vlaamsgezind BWP-senator. Tijdens de Eerste Wereldoorlog verbleef het gezin in Amsterdam. Hij trouwde in 1928 in Brussel met Odette Keiffer (1905-1997), dochter van Jean-Hilaire Keiffer, gynaecoloog en hoogleraar aan de Université libre de Bruxelles. Ze scheidden in 1937 en ze hertrouwde later met advocaat Maurice Cornil. Hij hertrouwde in 1940 in Cannes met Irène Tesch.
Hij behaalde de diploma's van doctor in de rechten en licentiaat in de politieke en de financiële wetenschappen aan de Univerisité libre de Bruxelles. Hij werd advocaat (en werkte in die hoedanigheid samen met Paul-Henri Spaak), medewerker van BWP-minister Eugène Soudan, lid van de Belgische delegatie bij de Volkenbond en assistent van Camille Gutt bij het Centre d'études fiscales van de ULB. In 1933 ging hij aan de slag bij grootwarenhuisketen À l'innovation, waarvan hij in 1940 directeur-generaal werd. Een jaar later schreef hij zich terug aan de balie in.
In juli 1942 verliet hij België; verbleef in Lausanne en Londen. Hij trad in dienst van de Staatsveiligheid en stond van januari 1943 tot aan de bevrijding aan het hoofd van de Service d'études du renseignement et de l'action (SERA). Na de oorlog werd hij directeur-generaal van luchtvaartmaatschappij Sabena (tot 1969) en kabinetschef van minister van Binnenlandse Zaken Piet Vermeylen en premier Camille Huysmans. Hij was tevens ondervoorzitter van de Belgische Liga ter Verdediging van de Rechten van de Mens en lid van de Vrienden van Henri Rolin.